# Альморавиды
Альморави́ды (бербер. ⵉⵎⵔⴰⴱⴹⵏ Imrabḍen и араб. المرابطون‎ аль-Мурабитун, что является множественным от مرابط Мурабит) — изначально название мусульманского религиозного братства, основанного Абдуллой ибн Ясином аль Гузулием между 1039—1043 гг. в Сенегале и Сахаре, затем название основанного в середине XI века берберами — последователями Абдуллы ибн Ясина государства на территории нынешних Марокко, Алжира, Испании и Португалии; а также название правившей в нём династии.

## Происхождение названия
Слово альморавиды происходит от арабского المرابطون аль-Мурабитун (люди рибата). Так назвал Абдулла ибн Ясин своих приверженцев в тот момент, когда начал «священную войну» против жителей Магриба. Испанцы, которым вскоре пришлось столкнуться с этим новым братством мусульман, переделали слово аль-Мурабитун в Almoravides, и, таким образом, к европейцам перешло это название братства альморавидов.

## Сахара и муласамины
На территории Сахары проживают различные кочевые племена. Между ними, особенно на пространстве между Атласскими горами на севере, Сенегалом на юге и Атлантическим океаном на западе, — немало берберов. Часть большого берберского племени санхаджи проникла довольно далеко на юг, в Сенегал, и уже в середине VIII века основала здесь значительное государство со столицей в Аудагосте под властью наиболее могущественной ветви этого племени — лемтунов. В IX веке к ним проникли проповедники ислама и обратили их в религию Мухаммеда. Эти племена, называемые муласаминами («закутанные»), от слова лисам, означавшего покрывало, которым они почему-то закрывали лицо, совершали грабительские походы на соседние округа Судана, захватывая богатую добычу и множество пленных, которых выгодно продавали на рынках Магриба.

## Проповедническая деятельность Абдуллы ибн Ясина в Сахаре

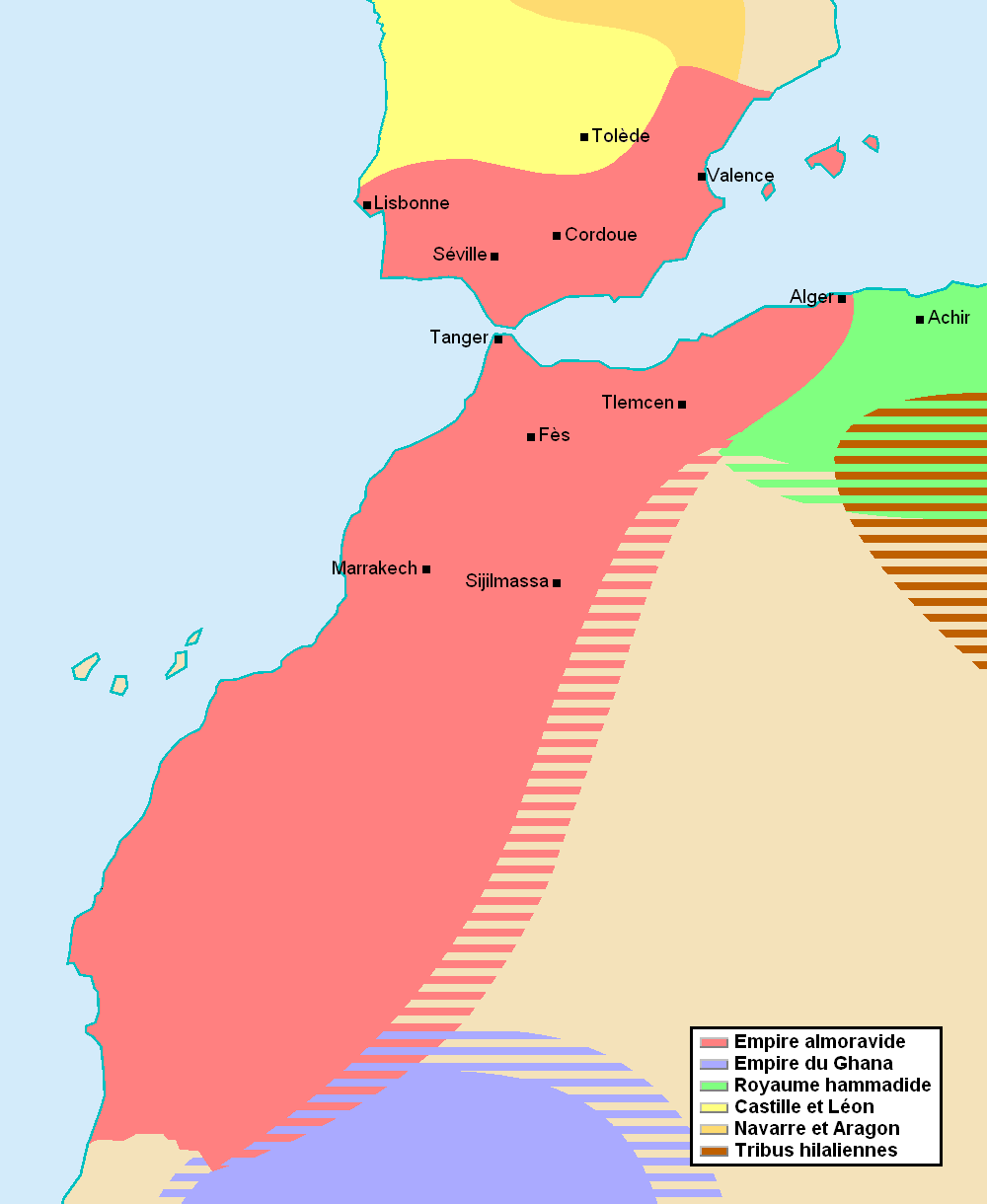
Держава Альморавидов в период наибольшего расширения

Вождь племени лемтунов Яхья ибн Ибрахим в сопровождении наиболее уважаемых лиц своего народа предпринял в 1036 году паломничество в Мекку. То, что они увидели в дороге, привело их к убеждению, что у них дома дело обстоит очень плохо, как в отношении познания вероучения, так и относительно исполнения религиозных обязанностей. Вследствие этого они стали подыскивать в Ифрикии учёного человека, который бы согласился пойти с ними в пустыню проповедовать среди их соплеменников. Такой человек нашёлся в Сиджильмасе. Его звали Абдулла ибн Ясин аль Гузулий. Большой знаток закона, до тонкости изучивший правила и постановления Малика и его учеников, Абдулла пытался внедрить среди кочевников строгое соблюдение богословско-юридических законов, что не пришлось по нраву основной массе берберов. Вследствие этого он имел последователей только среди тесного круга около вождей лемтунов. А после смерти Яхьи ибн Ибрагима, Абдулле с несколькими единомышленниками, в том числе и с вождями лемтунов — братьями Яхьей и Абу Бекром, сыновьями Омара, пришлось удалиться на остров на реке Сенегал и построить там себе рибат. Слух об этой небольшой общине распространился далеко, и уже к 1042—1043 годам у Абдуллы было до 1000 преданных ему человек. Что позволило Абдулле начать борьбу за объединение берберских племен Сахары (лемтуны, гедала и проч.), которая была фактически завершена через 10 лет.

## Альморавиды — властители Магриба
Уже в 1053 году Абдулла смог направить свои войска на покорение Магриба. Ведение войны Абдулла (оставаясь по-прежнему духовным главою до самой своей смерти в 1059 году) поручил приближённым к нему вождям лемтунов, сыновьям Омара. Сначала военачальником был Яхья, а после его смерти в 1056 году Абу Бекр, которому помогал племянник Юсуф ибн Ташфин. Последний и возглавил войска альморавидов в Магрибе после смерти Абдуллы, когда Абу Бекру пришлось вернуться в Сахару для покорения отколовшихся племен. После смерти Абу Бекра в 1087 году под власть Юсуфа перешли и берберы Сахары.
В 1061 году Юсуф принимает титул эмира, В 1062 году создает себе резиденцию, основав город Марракеш. В 1070 год был взят Фес. В 1078 году, после отчаянной битвы, пал бывший хаммадитский наместник Танжера, Сакот. В 1082 году был покорен Тлемсен, а в 1084 — Сеута.

## Альморавиды в Испании

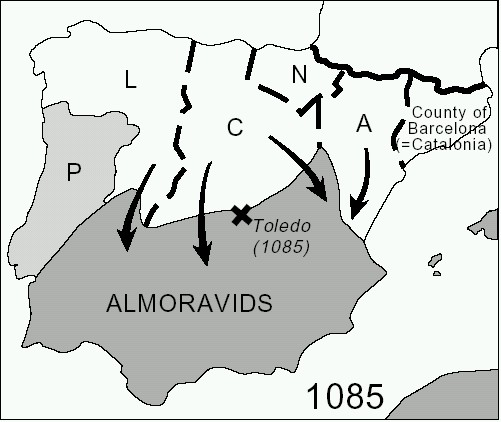
Пиренейский полуостров в 1085 году

Положение испанских мусульман, теснимых королём Кастилии и Леона Альфонсо VI, вынуждало их искать помощи вне своего государства. Уже в 1082 году они обратились к Юсуфу за помощью; но тогда он отказался, сославшись на то, что ему необходимо иметь в руках Сеуту, прежде чем перейти в Испанию. Падение Сеуты в 1084 году и новое посольство из Испании с просьбой о помощи позволило Юсуфу вмешаться в дела Испании. В 1086 году войско альморавидов переправилось в Испанию и в битве при Заллаке разгромило войска Альфонсо VI. В соответствии с предварительной договоренностью Юсуф оставил за собой единственную крепость в Испании — Альхесирас.
Внутренние неурядицы и новая просьба о помощи из Испании последовавшая в 1090 году позволила на этот раз альморавидам захватить Гранаду, Ма́лагу, а в 1091 году Ко́рдову, Кармону и Севилью. В 1094 году был взят Бадахос, в 1102 году — Валенсия. В 1110 году наместник Валенсии Темим, сын Юсуфа, захватил Сарагосу. Таким образом к 1110 году вся мусульманская Испания стала добычей Альморавидов.

## Разгром государства Альморавидов
С падением могущества Альморавидов, мусульманская Испания, не проявлявшая симпатии к племенному объединению лемтуна, вернулась к состоянию раздробленности. Кучка мелких князей, невежественных и неспособных к учению, таких, как правители Бадахоса и Малаги, Валенсии и Ронды, не говоря уже о правителях Руэды и Ка́сереса, требовала независимости, удержать которую она была не в состоянии, ибо не имела для этого ни военных, ни финансовых возможностей.
Между тем в 1147 году Лиссабон навсегда перешёл к христианам, войска кастильцев подступили к самой Кордове, графы Барселоны захватили Тортосу и Лериду.
К 1145 году Альмохады, движение, которое зародилось как религиозное братство в горах Атласа в Северной Африке, начало приобретать опору на Пиренейском полуострове. В следующем году они захватили Марракеш и им сдался Кадис, а через десять с лишним лет они получили контроль над всей Южной Испанией, включая Гранаду, и снова отняли у христиан Альмерию. Испанской столицей Альмохадов стала Севилья.

## Эмиры из династии Альморавидов
- Абдулла ибн Ясин аль-Гузулий (1039—1058/59)
- Яхья ибн Омар (1046—1056)
- Абу Бекр ибн Омар (1056—1087)
- Юсуф ибн Ташфин (1061—1106)
- Али ибн Юсуф (1106—1143)
- Ташфин ибн Али (1143—1145)
- Ибрахим ибн Ташфин (1145—1146)
- Исхак ибн Али (1146—1147)